# Jiří Milek
Jiří Milek (ur. 3 lipca 1963 w Zábřehu) – czeski agronom i przedsiębiorca, od 2017 do 2018 minister rolnictwa

## Życiorys
W 1982 ukończył technikum rolnicze, a w 1986 studia agronomiczne w Wyższej Szkole Rolniczej w Brnie. Od 1987 do 1988 pracował w jako agronom w spółdzielni rolniczej JZD Klopina, w latach 1989–2005 był głównym agronomem w JZD Troubelice. W latach 2006–2008 był dyrektorem działu spożywczego w przedsiębiorstwie Úsovsko w Klopinie. Od 2009 do 2017 pełnił funkcję dyrektora generalnego i prezesa zarządu koncernu Úsovsko, działającego w różnych branżach (m.in. zajmującego się produkcją musli).
W 2013 bez powodzenia ubiegał się o mandat posła do Izby Poselskiej jako bezpartyjny kandydat na liście ANO 2011. 13 grudnia 2017 objął urząd ministra rolnictwa w rządzie Andreja Babiša. Funkcję tę pełnił do 27 czerwca 2018.